# Amy Seimetz
Amy Lynne Seimetz (Tampa (Florida), 25 november 1981) is een Amerikaanse actrice, filmproducente, filmregisseuse,  scenarioschrijfster en filmeditor. 

## Biografie
Seimetz werd geboren in Tampa (Florida) en groeide op in het gebied rond Tampa en Saint Petersburg, waar zij studeerde aan een filmschool voordat zij verhuisde naar Los Angeles. Voordat zij actrice werd werkte zij daar als babysitter, serveerster en kleermaakster. 
Seimetz begon in 2003 met acteren in de korte film Leaving Baghdad, waarna zij nog meerdere rollen speelde in films en televisieseries. 

## Filmografie

### Films
Uitgezonderd korte films.
- 2022 The Last Manhunt - als Clara True
- 2021 No Sudden Move - als Mary Wertz
- 2020 Archenemy - als Cleo Ventrik
- 2020 The Secrets We Keep - als Rachel
- 2019 Pet Sematary - als Rachel Creed
- 2018 Wild Nights with Emily - als Mabel
- 2017 Mating - als Lexi
- 2017 Mercy - als Martha
- 2017 Alien: Covenant - als Faris
- 2016 Lovesong - als Chloe
- 2015 Ma - als Misti
- 2015 Entertainment - als vrouw in café
- 2014 The Reconstruction of William Zero - als Jules
- 2014 I Believe in Unicorns - als Clara
- 2013 Lucky Them - als Sara
- 2013 The Sacrament - als Caroline
- 2013 9 Full Moons - als Frankie
- 2013 Pit Stop - als Shannon
- 2013 Upstream Color - als Kris
- 2012 Possession - als Beth
- 2012 Revenge for Jolly! - als Vicki
- 2012 Be Good - als Mary Kutzman
- 2011 You're Next - als Aimee
- 2011 Small Pond - als Katie
- 2011 No Matter What - als Laura
- 2011 The Dish & the Spoon - als vriendin van Emma
- 2011 Silver Bullets - als Charlie
- 2011 The Off Hours - als Francine
- 2010 Despedida - als Leah
- 2010 Incredibly Small - als Samantha
- 2010 A Horrible Way to Die - als Sarah
- 2010 Bitter Feast - als Katherine Franks
- 2010 The Myth of the American Sleepover - als Julie Higgins
- 2010 Open Five - als Lynn
- 2010 Tiny Furniture - als Ashlynn
- 2010 Gabi on the Roof in July - als Chelsea
- 2009 Alexander the Last - als Hellen
- 2006 Wristcutters: A Love Story - als Nina
- 2005 Black Dragon Canyon - als Elizabeth Sterling

### Televisieseries
Uitgezonderd eenmalige gastrollen.
- 2021 Sweet Tooth - als Birdie - 2 afl.
- 2020 The Comey Rule - als Trisha Anderson - 2 afl.
- 2018 Get Shorty - als Jinny - 5 afl.
- 2016-2017 Stranger Things - als Becky Ives - 3 afl.
- 2016 The Girlfriend Experience - als Annabel Reade - 5 afl.
- 2013-2014 The Killing - als Danette Lutz - 14 afl.
- 2013 Family Tree - als Ally Keele - 3 afl.

### Filmproducente
- 2022 Outer Range - televisieserie - 8 afl.
- 2020 She Dies Tomorrow - film
- 2016-2017 The Girlfriend Experience - televisieserie - 15 afl.
- 2012 Sun Don't Shine - film
- 2011 No Matter What - film
- 2011 The Dish & the Spoon - film
- 2011 Silver Bullets - film
- 2008 We Saw Such Things - film
- 2008 Medicine for Melancholy - film
- 2005 The Unseen Kind-Hearted Beast - korte film

### Filmregisseuse
- 2022 Outer Range - televisieserie - 8 afl.
- 2020 She Dies Tomorrow - film
- 2018 Atlanta - televisieserie - 2 afl.
- 2016-2017 The Girlfriend Experience - televisieserie - 13 afl.
- 2013 When We Lived in Miami - korte film
- 2012 Sun Don't Shine - film
- 2009 Round Town Girls - korte film
- 2008 We Saw Such Things - korte documentaire
- 2005 The Unseen Kind-Hearted Beast - korte film

### Scenarioschrijfster
- 2020 She Dies Tomorrow - film
- 2016-2017 The Girlfriend Experience - televisieserie - 27afl.
- 2013 When We Lived in Miami - korte film
- 2012 Sun Don't Shine - film
- 2009 Round Town Girls - korte film
- 2009 Alexander the Last - film
- 2008 Princess - korte film
- 2005 The Unseen Kind-Hearted Beast - korte film

### Filmeditor
- 2013 When We Lived in Miami - korte film
- 2012 Sun Don't Shine - film
- 2008 We Saw Such Things - korte documentaire
- 2005 The Unseen Kind-Hearted Beast - korte film

- Biblioteca Nacional de España: XX5575722
- Bibliothèque nationale de France: cb17827310r (data)
- Gemeinsame Normdatei: 1042729689
- International Standard Name Identifier: 0000 0000 8039 1355
- Library of Congress Control Number: no2010102544
- Nederlandse Thesaurus van Auteursnamen: 423037528
- Système universitaire de documentation: 233076905
- Virtual International Authority File: 121820776
- WorldCat: E39PBJdx6yYXgJ3F4cCH8R3CwC